# Tomasz August Popławski

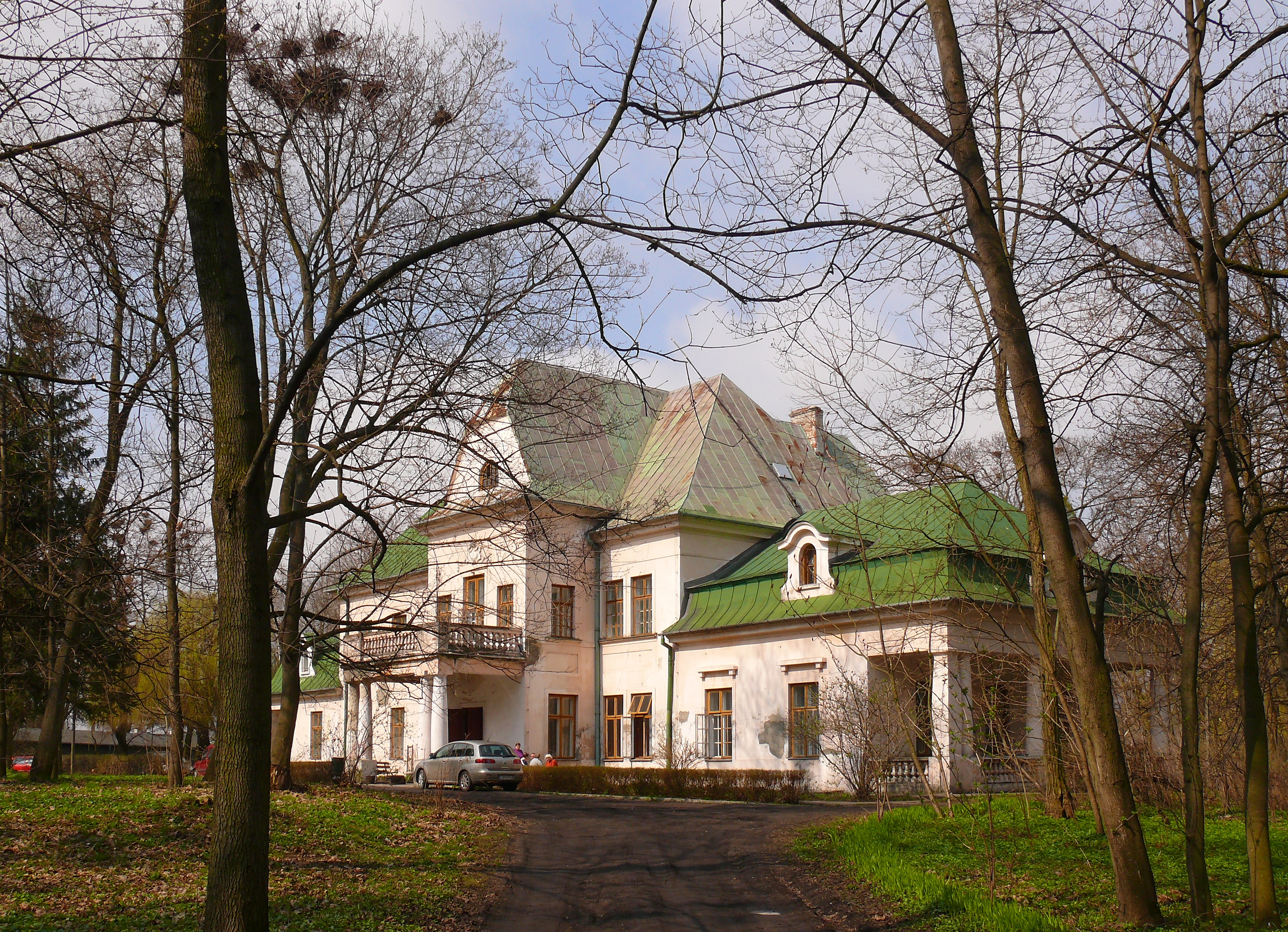
Pałacyk Popławskiego w Łysołajach

Tomasz August Feliks Popławski, ps. Jan Rogala, Jan Szczęsny Rogala (ur. 30 sierpnia 1878 w Łysołajach, zm. 11 września 1944 w Warszawie) – ziemianin, działacz społeczny, prezes Towarzystwa Kredytowego Ziemskiego, senator III kadencji II RP.

## Życiorys
Urodził się w rodzinie Ludwika i Wandy z Zylińskich. Szkołę średnią ukończył w Kielcach, studiował matematykę, ale przeniósł się na Wydział Prawa Cesarskiego Uniwersytetu Warszawskiego, który skończył w 1901. Uzupełniał wiedzę studiując ekonomie polityczna i nauki humanistyczne. W Heidelbergu uzyskał stopień magistra filozofii. Po powrocie od 1904 zajmował się swoim majątkiem ziemskim w Łysołajach. Rozbudował pałac, budynki gospodarcze, mieszkania dla służby folwarcznej), założył gorzelnię. On też zmienił skromną, wiejską siedzibę w rezydencję – pałac otoczony wspaniałym parkiem. W 1916 wszedł do władz Towarzystwa Kredytowego Ziemskiego będąc w latach 1921–1925 prezesem Zarządu Głównego, a w latach 1930–1939 prezesem Komitetu. W latach 1914–1917 był redaktorem naczelnym i wydawcą miesięcznika „Sfinks”. Był autorem monografii Długotrwały kredyt ziemski w Prusach i Królestwie Polskim Od 1 grudnia 1925 do maja 1926 pełnił funkcję wiceministra skarbu. W czerwcu 1926 wszedł w skład zarządu oddziału warszawskiego Stronnictwa Prawicy Narodowej, w listopadzie wybrany wiceprezesem oddziału. W listopadzie 1930 został wybrany senatorem z list Bezpartyjnego Bloku Współpracy z Rządem w okręgu lubelskim. W 1936 został członkiem zarządu Rady Naczelnej Organizacji Ziemiańskich.
W latach 1927–1928 opublikował jako Jan Rogala trzytomową powieść pod wspólnym tytułem Próba ognia. Jej tłem jest życie polityczne i społeczne odbudowującej się w latach dwudziestych Polski. Pierwszy tom Zarzewie miał w pierwszym roku trzy wydania, kolejne Płomień i Odkupienie – po dwa. Recenzent „Wiadomości Literackich” za najciekawszą część powieści uznał pamiętnik, prawdopodobnie autentyczny, z pierwszej wojny światowej, momentu narodzin niepodległej Polski. W 1939 ufundował dla Polskiej Akademii Literatury doroczną nagrodę za dzieło napisane wyróżniającą się, piękną polszczyzną.
Do swojego mieszkania w Warszawie przy ulicy Moniuszki 6 przywiózł cenne zbiory z dworu w Łysołajach – meble gdańskie, obrazy mistrzów włoskich, flamandzkich i holenderskich, starą porcelanę, rękopisy. Wszystko to przepadło podczas powstania warszawskiego. Popławski zginął we wrześniu prawdopodobnie 11 września 1944 w śródmieściu Warszawy, w nieznanych okolicznościach. Jego grób symboliczny znajduje się na cmentarzu Powązkowskim w Warszawie (kwatera 66-4-7).

## Ordery i odznaczenia
- Krzyż Oficerski Orderu Odrodzenia Polski (7 listopada 1925)[5]
- Oficer Orderu Legii Honorowej (Francja)[6]